# Покутсько-Буковинські Карпати
Поку́тсько-Букови́нські Карпа́ти (пол. Beskidy Pokucko-Bukowińskie) — гори (гірський масив) у зовнішній смузі Українських Карпат, у межах Івано-Франківської та Чернівецької областей. 
Простягаються з північного заходу на південний схід від верхів'я річки Лючки (басейн Пруту) до кордону з Румунією майже на 75 км. Ширина до 25–30 км. З північного сходу прилягають Покутська і Чернівецька височини, з південного заходу — Верховинсько-Путильське низькогір'я. У рельєфі Покутсько-Буковинських Карпат виділяють низькогір'я (до 800 м) і крутосхилі середньогір'я (заввишки до 1483 м, гора Ротило). Гори являють собою систему хребтів, розділених річковими долинами Пістиньки, Рибниці, Черемошу, Серету і їхніми притоками. Складаються з флішу. Схили до висоти 600–700 м вкриті переважно буковими та буково-ялицево-ялиновими лісами, до висоти 1150 м — буково-ялиновими лісами, вище — ялинові ліси та гірські луки (полонини). Міжгірські долини густо заселені, 15–18% земель розорані. 
У межах Покутсько-Буковинських Карпат лежать Національний природний парк «Гуцульщина» і Вижницький національний природний парк, а також Лунківський заказник і ще кілька природоохоронних територій. У горах чимало мальовничих водоспадів: Сикавка, Сріблясті та інші, а також скель: на хребті Сокільському, Протяті Камені, Писаний Камінь, Кам'яна Багачка. Є декілька цікавих перевалів — Німчич (586 м), Буковецький (810 м), Шурдин (1173 м), а також перевали місцевого значення — Мочерка (970 м), Чимирнар (1000 м), Садеу (1077 м).
Найвищі вершини Покутсько-Буковинських Карпат:
- Покутських — Ротило (1483 м).
- Буковинських —  Лунгуль (1377 м).

## Деякі хребти
- Ребровач-Діл
- Карматура
- Кам'янистий
- Брусний
- Сокільський
- Шурдин
- Баньків
- Томнатик
- Чимирна
- Ліснівський

## Деякі вершини
- Ротило (1483 м)
- Хорде (1478 м)
- Біла Кобила (1476 м)
- Грегіт (1472 м)
- Лисина Космацька (1465 м)
- Габорянська (1444 м)
- Версалем (1406,7 м)
- Лунгуль (1377 м)
- Ліснів (1257 м)